# Glossosoma himalayanum
Glossosoma himalayanum är en nattsländeart som först beskrevs av Martynov 1930.  Glossosoma himalayanum ingår i släktet Glossosoma och familjen stenhusnattsländor. Inga underarter finns listade i Catalogue of Life.